# Maureen Dunlop de Popp
Maureen Adele Chase Dunlop de Popp (Quilmes, 26 de octubre de 1920-Norfolk, 29 de mayo de 2012) fue una aviadora argentina, nacionalizada británica, que formó parte de la Royal Air Force (la Fuerza Aérea del Reino Unido) durante la Segunda Guerra Mundial. También se convirtió en notable al aparecer en la portada de la revista británica Picture Post en 1944. Luego regresó a la Argentina formando parte de la fuerza aérea de su país natal.

## Biografía

### Primeros años
Dunlop nació en Quilmes, cerca de Buenos Aires, el 26 de octubre de 1920. Sus padres fueron el empresario rural australiano Eric Chase Dunlop, que se había ofrecido para la Real Artillería de Campaña durante la Primera Guerra Mundial y que luego fue empleado de una empresa británica para gestionar 250 000 hectáreas de las explotaciones de ovinos de la Patagonia, y su esposa inglesa Jessimin May Williams. La pareja también tenía una hija mayor, Joan, y un hijo más joven, Eric.
Educada principalmente por su institutriz en las estancias ovinas de la Patagonia, Dunlop también asistió al Colegio Santa Hilda en Hurlingham, provincia de Buenos Aires. Rodeada de animales, se convirtió en una jinete experta. Además, cada mañana corría a la par de los trenes.
Los tres niños visitaban regularmente Inglaterra. Durante unas vacaciones allí en 1936, Dunlop tomó lecciones de vuelo. Tenía 16 años de edad. A su regreso a la Argentina, falsificó su certificado de nacimiento para que le permita continuar el entrenamiento de vuelo, uniéndose al Aeroclub Argentino.

### Segunda Guerra Mundial
Al estallar la Segunda Guerra, Dunlop decidió apoyar activamente al Reino Unido. Para unirse al Air Transport Auxiliary (ATA), las mujeres pilotos necesitaban un mínimo de vuelo en solitario de 500 horas, el doble que un hombre. Después de aumentar sus horas a las necesarias, a principios de 1942, Dunlop y su hermana viajaron a través del Océano Atlántico en un buque argentino, país que permaneció neutral la mayor parte de la guerra.
Mientras que su hermana se unió a la BBC, en abril de 1942 Maureen se unió a la ATA, siendo una de las 164 mujeres pilotos en hacerlo, donde alcanzó el grado de primer oficial. Entrenada para volar 38 tipos de aeronaves, sus 800 horas posteriormente se registraron en Spitfires, Mustangs, Typhoons y bombarderos como el Wellington. Más tarde declaró que su tipo favorito de avión era el De Havilland DH.98 Mosquito.
Inicialmente se unió al No .6 Ferry Pool en la base de la Royal Air Force en Ratcliffe on the Wreake cerca de Leicester, y luego se trasladó a una base en Hamble, Southampton, donde una fábrica de Supermarine Aviation Works construía exclusivamente Spitfires para la base aérea de Southampton. Allí Dunlop debía llevar aviones desde la fábrica hasta las bases militares, probándolos en el camino. En algunas ocasiones se vio obligada a realizar aterrizajes de emergencia por fallos en las aeronaves. En una ocasión aterrizó en un campo después de que el motor de su Fairchild Argus tuviera una error en pleno vuelo, y en otra, se le desprendió la cúpula de un Spitfire. Además, participó en misiones de salvamento y ambulancia aérea.
Dunlop se convirtió en una chica de portada cuando se publicó una foto de ella apartándose el pelo de la cara después de salir de la cabina de un Fairey Barracuda. Apareció en la portada de la revista Picture Post el 16 de septiembre de 1944, demostrando que las mujeres podrían ser valiente y glamorosas, e integrales para el esfuerzo de una guerra. Su imagen se convirtió en representativa de las mujeres en la guerra. Una novela de Isla Dewar sobre las mujeres de la Segunda Guerra, Izzy's War, utilizó la foto de Dunlop en su portada.

### Últimos años
Al final de las hostilidades, Dunlop fue calificada como instructora de vuelo en la base aérea Luton, antes de regresar a la Argentina. Allí instruyó a pilotos de Aerolíneas Argentinas, voló para la Fuerza Aérea Argentina y entrenó pilotos aunque nunca la consideraron aviador militar por ser mujer, y también trabajó como piloto comercial. Dunlop, años más tarde, formó parte de la fundación de una empresa de taxi aéreo, volando activamente hasta 1969.
En 1955 se casó con el diplomático rumano retirado Serban Victor Poppin después de conocerlo en una función de la Embajada Británica en Buenos Aires. La pareja tuvo un hijo y dos hijas. Luego fundaron un criadero de caballos llamado Milla Lauquen Stud. En 1973, la familia se trasladó a Norfolk para criar caballos árabes de pura sangre. Además introdujo los caballos criollos en el Reino Unido. Su marido murió en 2000.
En 2003, Dunlop fue una de las tres pilotos femeninas de la ATA que fueron galardonadas con la condecoración «Piloto Maestro de Aire» del gremio de pilotos de aire y navegadores del aire.
Siempre tuvo la ciudadanía argentina, incluso pese a la Guerra de las Malvinas de 1982.
Falleció en mayo de 2012 en su hogar de Norfolk.